# Åkers styckebruk
Åkers styckebruk – miejscowość (tätort) w Szwecji, w regionie administracyjnym (län) Södermanland (gmina Strängnäs).
W 2015 roku Åkers styckebruk liczyło 2980 mieszkańców.

## Położenie
Miejscowość jest położona w prowincji historycznej (landskap) Södermanland nad jeziorem Visnaren, ok. 30 km na zachód od Södertälje niedaleko autostrady E20.

## Historia

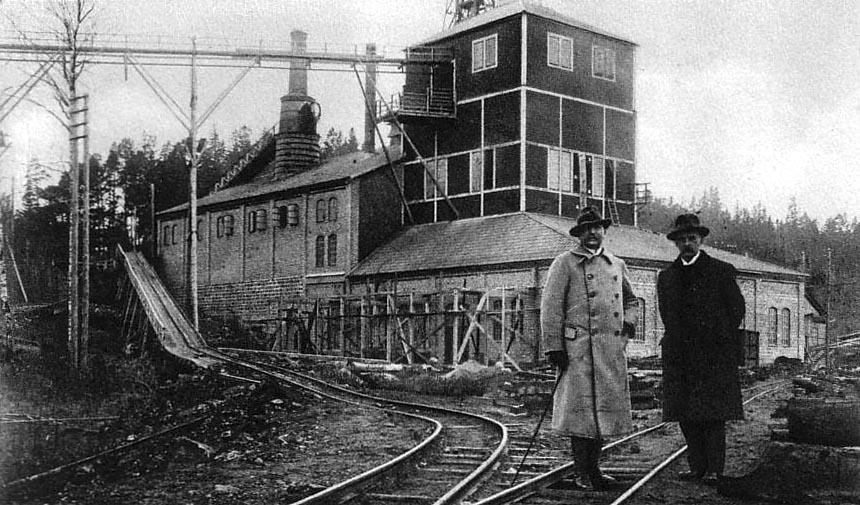
Wielki piec przy zakładach w Åkers styckebruk. Lata 20. XX w.

Najstarsze ślady osadnictwa w rejonie Åkers styckebruk datowane są na czasy prehistoryczne. Wieś powstała w średniowieczu jako osada w pobliżu wzniesionego w XII w. kościoła parafialnego (Åkers kyrka) w parafii Åkers socken.
Pierwszym większym przedsiębiorstwem w okolicy była założona w 1552 roku z polecenia Gustawa Wazy wytwórnia prochu (Åkers Krutbruk). Historia Åkers styckebruk jest jednak ściśle związana z założoną ok. 1580 roku przez księcia Karola Sudermańskiego odlewnią luf armatnich (styckebruk), od której pochodzi drugi człon nazwy miejscowości. Wielki piec zbudowano w 1584 roku. Ruda żelaza była pozyskiwana w pobliskiej kopalni Skottvångs gruva (historyczny obszar Åkers bergslag) oraz na wyspie Utö. Pierwsze działa odlano w 1588 roku.
W 1840 roku w zakładach wyprodukowano, według projektu Martina von Wahrendorffa, jedne z pierwszych na świecie dział ładowanych odtylcowo.
Działa w Åkers styckebruk wytwarzano do 1866 roku. W XIX w. rozpoczęto produkcję na potrzeby cywilne, m.in. odlewanych pługów (wytwarzanych w latach 1840–1940) i walców dla przemysłu hutniczego. Na terenie zakładów działa muzeum.
W 1895 roku otwarto linię kolejową łączącą Södertälje z Eskilstuną (Norra Södermanlands Järnväg), zastąpioną otwartą w 1997 roku linią Svealandabanan. Z Åkers styckebruk odchodzi bocznica do Strängnäs (Grundbro), od 1994 roku obsługująca jedynie ruch towarowy.

## Demografia
Liczba ludności tätortu Åkers styckebruk w latach 1960–2015:

## Gospodarka
Współcześnie zakłady metalurgiczne w Åkers styckebruk należą do przedsiębiorstwa Union Electric Åkers, specjalizującego się w produkcji walców.

## Galeria

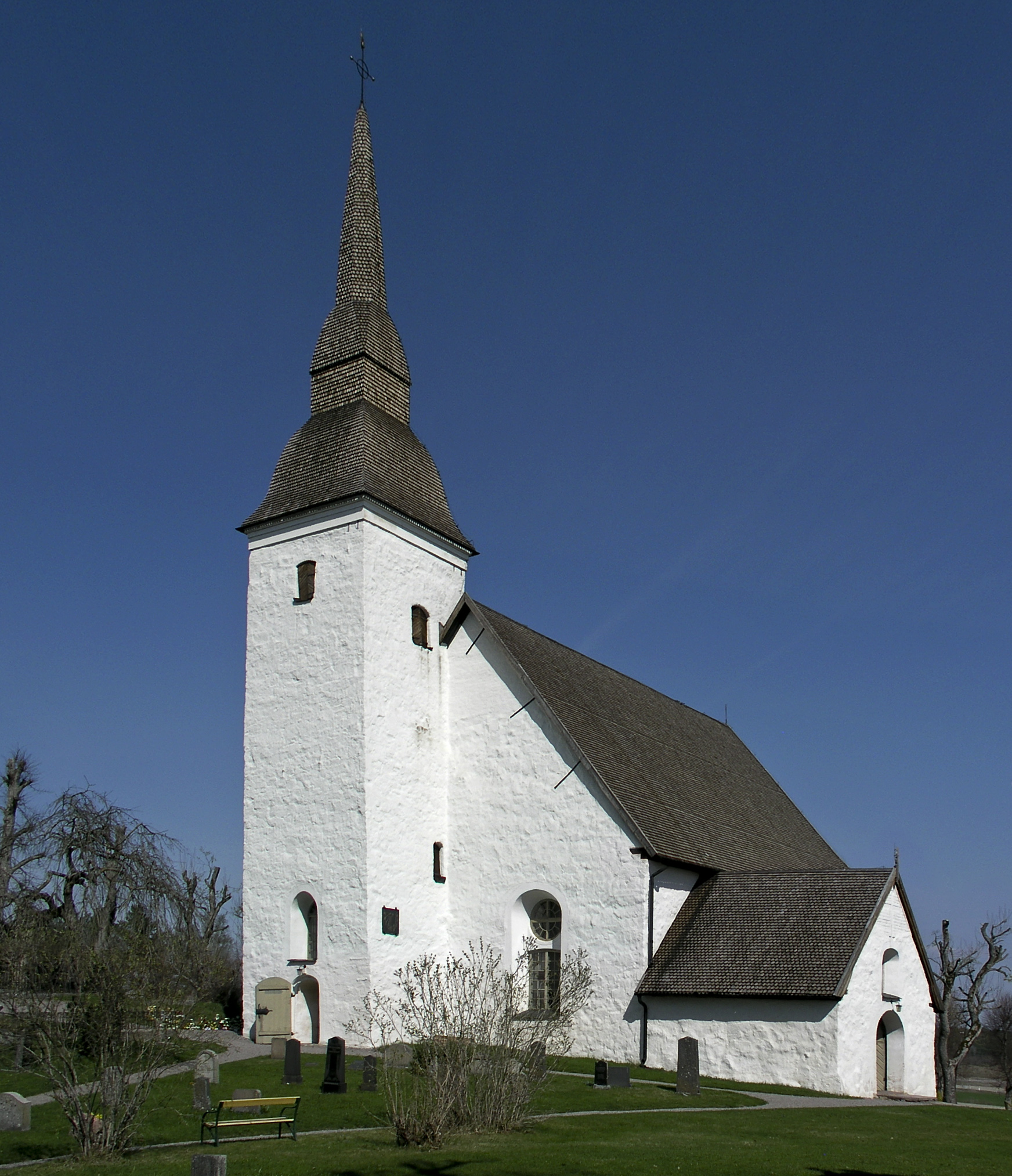
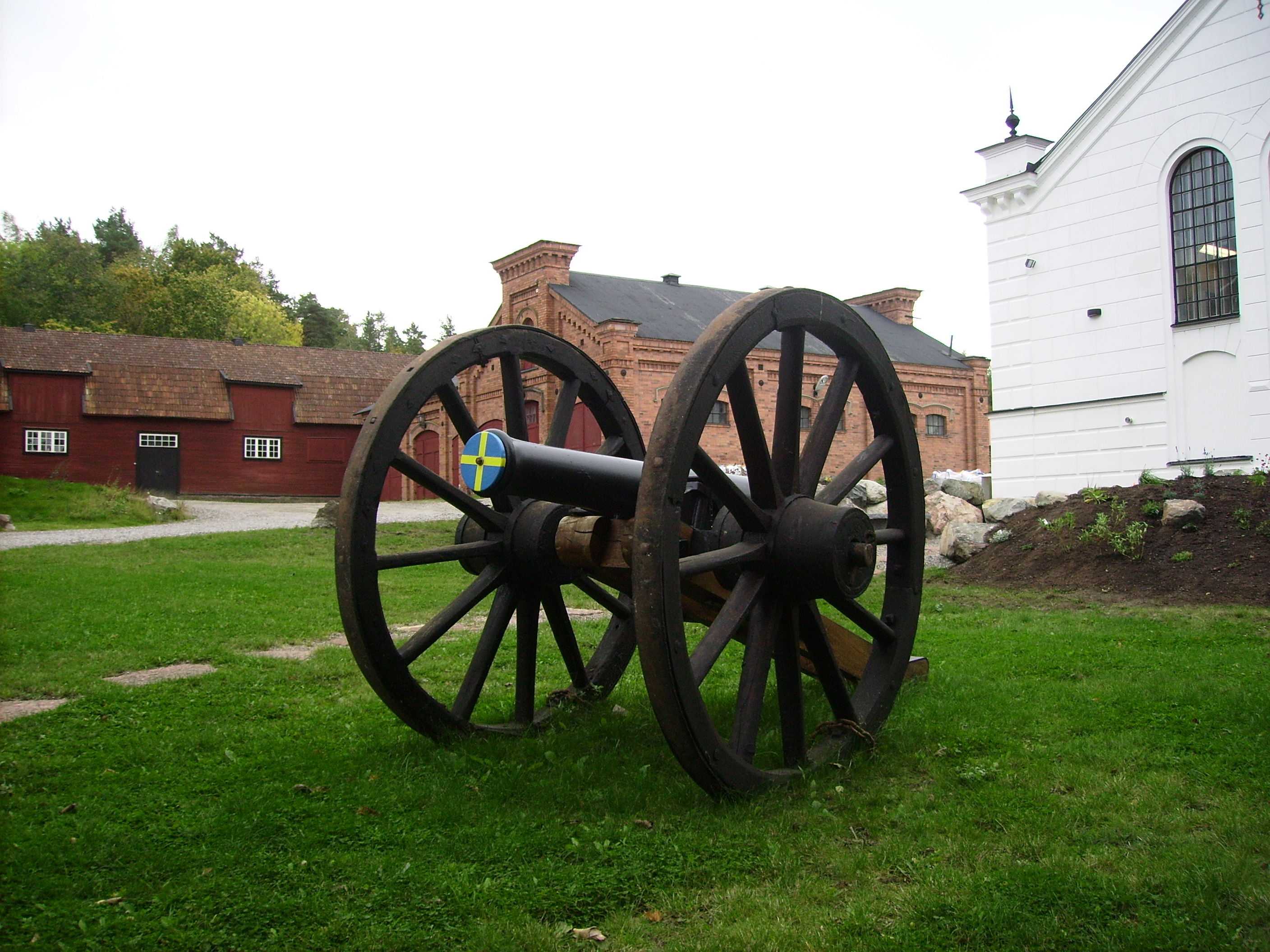
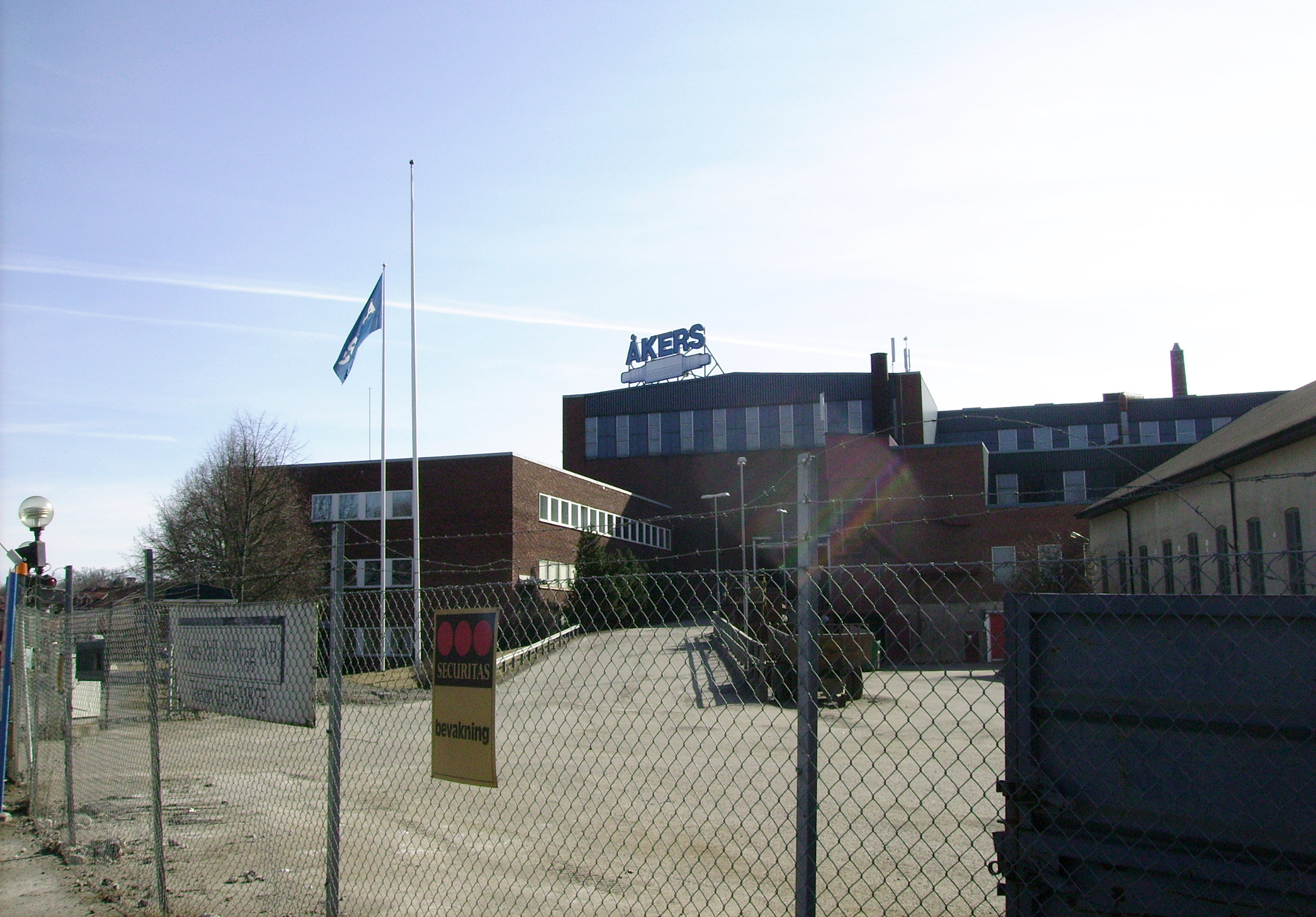
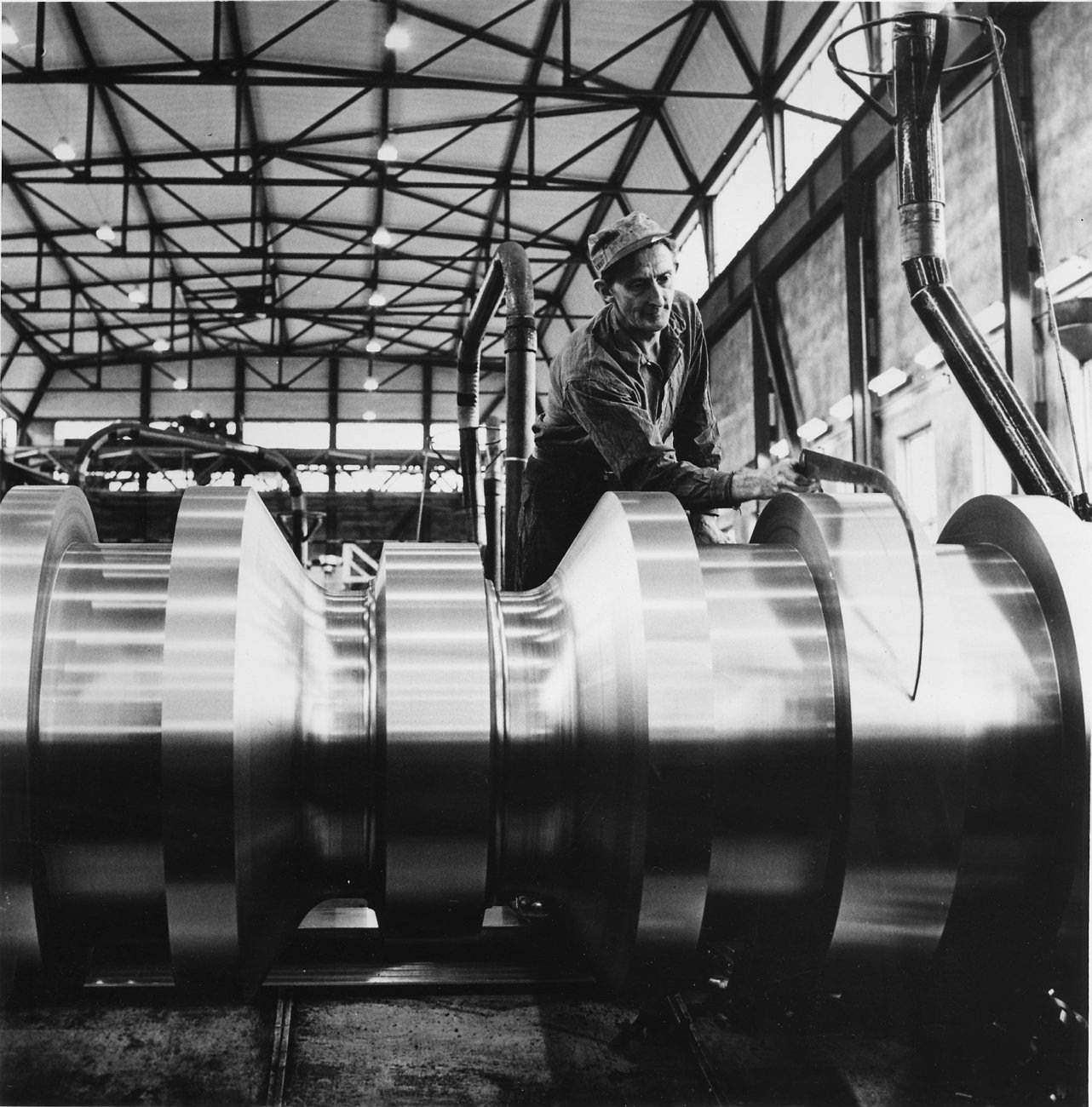